# Otto Hradecký
Otto Hradecký, vlastním jménem  Otto Weiss (25. února 1920 Vinoř – 23. prosince 1990 České Budějovice), byl český divadelní a filmový herec, příležitostně též režisér a od roku 1970 do roku 1980 umělecký šéf činohry Jihočeského divadla. V roce 1973 byl oceněn titulem zasloužilý umělec.

## Filmografie
- Trojí setkání (1955)
- Dobrý voják Švejk (1956). role: vrchní vojenský lékař
- Poslušně hlásím (1957), role: hejtman Ságner
- Kam čert nemůže (1959)
- Sedmý kontinent (1960)
- Valerie a týden divů (1970)
- Vítězný lid (1977)
- Tchán (1979)
- Tichý společník (1988)

## Rozhlas
V letech 1948–1953 vystupoval v různých divadelních rolích v nahrávkách Československého rozhlasu.